# 皮埃尔-西蒙·富尼耶
皮埃尔-西蒙·富尼耶（Pierre-Simon Fournier，1712年9月15日–1768年10月8日），是法国18世纪中叶的一位刻字师、铸字师和 字体排印学理论家。他一生收藏、制作了很多活字，其对印刷业的贡献，包括其制作的首字母、装饰活字、设计了很多活字以及对字号的标准化。他的作品属于洛可可形式风格，他设计的字体 有 Fournier、Narcissus 等。他也以在其字体中加入「装饰性字体装饰符号」 而闻名。富尼耶最大贡献是他「创建了一套标准化的度量系统，对字体产业留下了革命性的影响。」
为了与同样从事印刷业的其父 Jean-Claude Fournier 相区别，他也被称作小富尼耶。他小时曾随J. B. G. Colson学习水彩，之后还学习过木刻。1737年他出版了第一版理论著作，讨论了在保持易读性的前提下的最小字距问题。

## 职业生涯

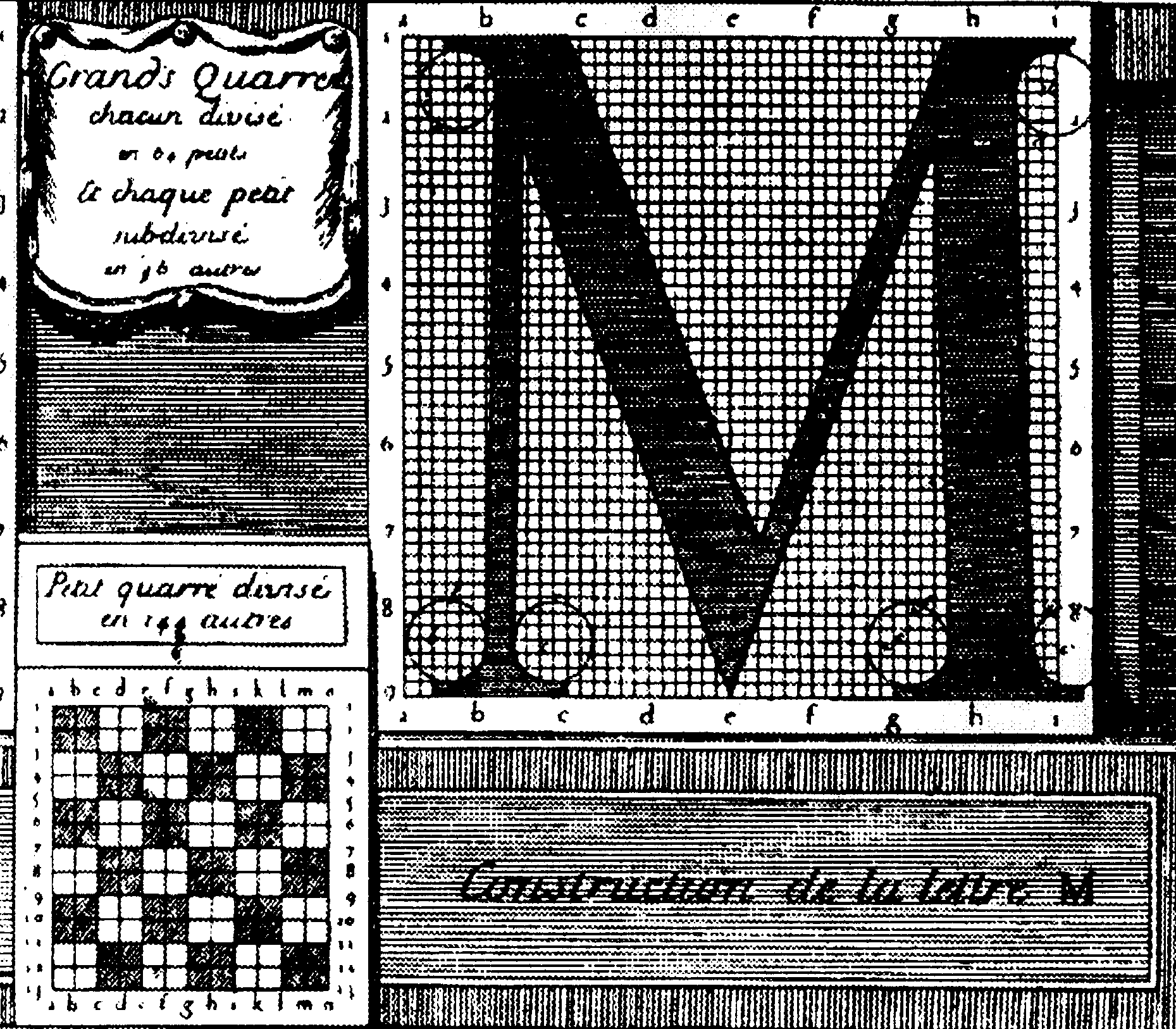
富尼耶字体的构造

1723年，法国政府同意对活字进行标准化。到1737年，小富尼耶决定在制作字冲时，以 6 西塞罗 、即 72 点 去对应 法寸（法语：pouce，英语里也称 Paris inch），而不是以当时的字高方法为标准。这种方式制定出来的「点」（point）比 38 年之后弗朗索瓦-安布鲁瓦兹·迪多定义的迪多点要短一些，因为富尼耶用的是旧制法尺(pied néo-romain，0.2977 m) 而迪多用了改制之后的「皇家法尺」（法文 pied du roi（国王的脚）对应英文 royal foot (pied du roi, 0.3248 m)。因此，尽管「1 西塞罗=12点」定义不变，12 富尼耶点的长度只相当于 11 迪多点。

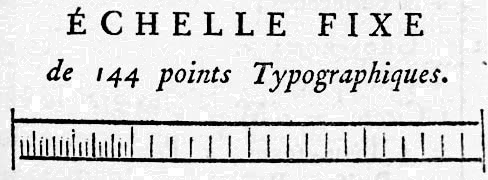
富尼耶提出的144点

从 1764 年富尼耶出版的《字体排印手册》（"Manuel Typographique"）中的尺度图可以看到，这张图总长为二法寸（pouce），富尼耶称这等于144点。但是仔细看这张图的刻度，总长二法寸尺被分为四份，每份半寸；之后再六等分，每份 1/12 法寸即 1 法分（ligne，「一线」）；而之后最小的刻度仅将 1 法分进行了三等分，即 1/3 法分= 1/36 法寸；这张图里并没有直接指出 1 point 的长度。
在确定点制单位之后，富尼耶决定自己开始铸字。法国占领荷兰时路易十四 朝廷曾制作一款国王独占的字体，擅自翻刻被处以处罚。在那一个世纪之后，富尼耶制作了新的字模 (1742，他自己拼写作 Modéles des Caracteres) 继承那款国王罗马体风格，但用于他自己新时代。富尼耶的这套字粗细笔画对比非常强烈，所以铅字细笔画很容易破损。 
发布 Modèles des Caractères 时，富尼耶也加入大量洛可可式的花型装饰，这也复兴了16世纪装饰花型的传统。这一复刻还引来诸多后世对其进行效仿，包括Johann Michael Fleischmann 和 J. Enschedé。到1750年代，富尼耶成为产业巨头，还曾担任瑞典、撒丁岛的皇家印刷厂顾问，并协助龐巴度夫人 创办了她自己的印刷厂。富尼耶对音乐的爱好也有所建树。1756年与J. G. I. Breitkopf 共同开发了一套新的乐谱字符，让音符更圆、更优雅并更易读，并很快在音乐界获得好评。1762年他为此发明而取得了专利，导致同行的敌视。他因此还发表了一篇论文阐述了乐谱铅字的起源和过程。
1764年和1768年，富尼耶出版了《字体排印手册》（"Manuel Typographique"）系统性地阐述了法国活字印刷史，并详细介绍了包括点制系统在内的铸字工序。富尼耶的公司在其逝世之后保持运作，直至19世纪。

## 扩展阅读
- Fournier, Pierre Simon, Traité historique et critique [...]. Minkoff Reprint, Genève 1972 [avec le traité des Gando]
- Lepreux G., Gallia typographica, série parisienne. Paris 1911
- Beaujon P., Pierre Simon Fournier 1712–1768, and 18th century French Typography. London 1926
- Carter H. (éditeur), Fournier on Typefounding. London 1930 [traduction de P.-S. Fournier, «Manuel typographique» Paris 1764–1768
- Hutt, A. . London. 1972.
- Gando, N.; Gando, F. . Berne. 1766.
- Steinberg, S. H.  New. New Castle, Delaware: Oak Knoll Press. 1996. ISBN 1884718191.
- Warszawski, Jean-Marc. . Musicologie. February 6, 2005  [2020-05-03]. （原始内容存档于2018-10-30） （法语）.